# Krajiška partizanska četa
Krajiška partizanska četa, partizanska postrojba NOVH. 
Uvjeti su se stvorili nakon partizanske likvidacije domobranskog garnizona u Zadvarju. Nakon napada 20. kolovoza 1943. koji je uspješno okončan sljedećeg dana, naredbom Štaba Grupe udarnih bataljona, stvorena je Komanda mjesta Zadvarje. Za zapovjednika je stavljen Venko Mimica. Za pomoćnika zapovjednika određen je Mladen Marušić, a kao zamjenik zapovjednika određen je Đuro Pejković. Stvorene su i postrojbe pri Komandi mjestaza osiguranje i ine poslove. Zauzimanjem Zadvarja, susjednih sela i zaseoka, od ljudstva s terena Krajiške općine u Šestanovcu je 24. kolovoza stvorena Krajiška partizanska četa. Pri stvaranju imala je 58 boraca, za zapovjednika je određen Ivan Trogrlić,a za političkog komesara Tadija Pejković. Od stvaranje je djelovala na terenu Krajiške općine, a bila je potčinjena Komandi mjesta. Takvi su odnosi bili sve do rasformiranja postrojbe 13. listopada 1943. kada je ljudstvo čete raspoređeno po postrojbama Mosorskog partizanskog odreda. Tadija Pejković postavljen je na dužnost komesara 2. čete 3. bataljona, a Ivan Trogrlić je raspoređen na mjesto zapovjednika 1. čete 2. bataljona.:196. - 197.
Po komesaru Tadiji Pejkoviću se je do 1990. godine zvala osnovna škola u Šestanovcu, otvorena 1963. u novoj zgradi.